# Asher (film)
Pour les articles homonymes, voir Asher (homonymie).
Pour plus de détails, voir Fiche technique et Distribution.
Asher est un film américain réalisé par Michael Caton-Jones et sorti en 2018.

## Synopsis
Ancien agent du Mossad, Asher est devenu un simple homme de main ; il mène une vie étriquée dans un Brooklyn en perpétuelle évolution. En fin de carrière, il rompt le serment prêté quand il était jeune homme parce qu'il a rencontré Sophie à la suite d’un coup qui a mal tourné. Pour connaitre enfin l’amour dans sa vie avant qu’il ne soit trop tard, il doit tuer l’homme qu’il a été afin d’avoir une chance de devenir l’homme qu’il veut être.

## Fiche technique
- Titre original : Asher
- Titre français : Asher, la dernière mission
- Réalisation : Michael Caton-Jones
- Scénario : Jay Zaretsky
- Musique : Simon Boswell
- Directeur de la photographie : Denis Crossan
- Société de production : Mensch Productions
- Société de distribution : Momentum Pictures
- Pays :  États-Unis
- Genre : Drame, thriller
- Durée : 1h 44 min.
- Dates de sortie : 
  - États-Unis : 7 décembre 2018
  - France : 13 octobre 2019 en VOD

## Distribution
- Ron Perlman : Asher
- Famke Janssen : Sophie
- Jacqueline Bisset : Dora
- Peter Facinelli : Uziel
- Richard Dreyfuss : Avi